# Carneiro (Amarante)

Lage der ehemaligen Gemeinde im Kreis Amarante bis September 2013

Carneiro ist ein Ort und eine ehemalige Gemeinde im Nordwesten Portugals.
Carneiro gehört zum Kreis Amarante im Distrikt Porto. Die Gemeinde hatte eine Fläche von 8,5 km² und hat 311 Einwohner (Stand 30. Juni 2011).
Am 29. September 2013 wurden die Gemeinden Carneiro, Carvalho de Rei und Bustelo zur neuen Gemeinde União das Freguesias de Bustelo, Carneiro e Carvalho de Rei zusammengefasst.